# 华屋拱桥
华屋拱桥，位于中国广东省清远市英德市横石水镇联雄村，为清远市英德市的一个市级文物保护单位，类型为古建筑，公布时间为1995年12月。
华屋拱桥的历史年代为清代。